# Luca Turilli's Rhapsody
Luca Turilli's Rhapsody (často také jen Rhapsody, LT's Rhapsody nebo Turilli's Rhapsody) byla italská symphonic powermetalová kapela vytvořená a dosud vedena Luca Turillim po jeho odtržení z kapely Rhapsody of Fire.
V roce 2011 Rhapsody of Fire oznámili přátelské rozdělení mezi dvě kapely s názvem Rhapsody. Alex Staropoli a Fabio Lione se rozhodli pokračovat jako Rhapsody of Fire, kdežto Turilli, společně s basovým kytaristou Patrice Guersem a kytaristou Dominique Leurquinem se rozhodli prosadit jako Luca Turilli's Rhapsody. Jejich první složení zahrnovalo také zpěváka Alessandra Contiho a bubeníka Rhapsody of Fire Alexe Holzwartha, který byl poté členem obou kapel. Již v roce 2012 ovšem Holzwarth odešel kvůli nemožnosti působit v obou kapelách zároveň. Holzwartha poté nahradil Alex Landenburg.
Jejich hudební styl je též znám jako cinematický metal, kvůli zálibě Luca Turilliho ve světě filmu a jejich soundtracků. To bylo také použito jako jeho nový tvůrčí záměr. Jejich první album Ascending to Infinity bylo vydáno v roce 2012 a je pokládáno za jejich vlastní jedenácté album Rhapsody.
V roce 2018 se Luca Turilli rozhodl činnost skupiny, která v té době době měla na kontě dvě studiová a jedno koncertní album, na neurčitou dobu ukončit, jelikož se chce věnovat hudbě sahající mimo metalové podžánry.

## Historie
16. srpna 2011 Rhapsody of Fire oznámili přátelskou odluku dlouholetého kytaristy, textaře a zakládajícího člena Luca Turilliho a basového kytaristy Patrice Guerse. Po odchodu založil Turilli společně s Guersem s kytaristou Dominiquem Leurquinem a bubeníkem Alexem Holzwarthem skupinu Luca Turilli's Rhapsody. Holzwarth se tím pádem stal členem obou kapel zároveň. 30. ledna 2012 kapela oznámila své první album Ascending to Infinity.
30. března 2012 kapela odtajnila zpěváka Alessandra Contiho. V roce 2012 Holzwarth opustil kapelu kvůli nemožnosti být v obou skupinách zároveň. Následně po jeho odchodu, kapela oznámila nového bubeníka Alexe Landenburga. 22. května 2012 vyšel první single z připravovaného alba Ascending to Infinity, který byl pojmenován „Dark Fate of Atlantis“. Ten byl vydán společně s videoklipem. Album vyšlo 22. června 2012 skupina začala s turné pojmenovaném "Cinematic World Tour".
8. října 2012 kapela oznámila, že si Leurquin závažně poranil levou ruku cirkulárkou. Zranění způsobilo, že Leurquin nemohl být skoro dva roky v kapele a byl pro nadcházející turné nahrazen jiným kytaristou. Turilli zaranžoval všechny písně tak, aby v pozadí při nízké hlasitosti vždy hrály Leurquinovy party. Jeho návrat byl oficiálně oznámen 9. srpna 2014 a jeho první koncert se uskutečnil na českém festivalu Made of Metal.
Dne 23. března 2015 vydavatelství Nuclear Blast oznámilo vydání alba Prometheus, Symphonia Ignis Divinus, které bylo vydáno v 19. června v Evropě, 22. června ve Velké Británii a 30. června ve Spojených státech.
„Mám rád filmy, ale samozrejme môj Prometeus je prepojený s mýtom, kde Prometeus prináša ľuďom oheň, múdrosť pre ich povznesenie a je to veľmi dôležitý odkaz. Čiže je to kombinácia oboch starého a moderného Prometea“ - řekl Luca pro slovenský web Metalmania-Magazín. 
Dne 9. prosince 2016 bylo vydáno koncertní album Cinematic and Live.
Během let 2017 a 2018 se Turilli, Leurquin a Guers zúčastnili turné Rhapsody Reunion a po jeho konci začal první jmenovaný pracovat na nové hudbě. Nešlo už ovšem o skladby pro Luca Turilli's Rhapsody, nýbrž o hudbu sahající mimo metalové podžánry a činnost skupiny byla oficiálně pozastavena na dobu neurčitou. Conti byl ještě před tímto oznámením přijat jako nový zpěvák do skupiny Twilight Force.

## Členové kapely
| Poslední aktivní sestava - Alessandro Conti – zpěv (2011–2018) - Luca Turilli – hlavní kytara a doprovodná kytara, klávesy, aranžmá orchestru (2011–2018) - Dominique Leurquin – hlavní a doprovodná kytara (2011–2018) - Patrice Guers – basová kytara (2011–2018) - Alex Landenburg – bicí (2012–2018) | Členové živého vystoupení - Mikko Härkin – klávesy (2012–2018) Zakládající členové - Alex Holzwarth – bicí (2011–2012) |

## Diskografie

### Studiová alba
- Ascending to Infinity (2012)
- Prometheus, Symphonia Ignis Divinus (2015)

### Koncertní alba
- Cinematic and Live

### Singly
- "Dark Fate of Atlantis" (2012)
- "Rosenkreuz (The Rose and The Cross)" (2015)

### Hudební videa
- "Dark Fate of Atlantis"
- "Clash of the Titans"
- "Prometheus" a další